# 동쪽애물방개
동쪽애물방개는 애물방개와 같이 물방개속에 속하는 물방개다. 생김새는 물방개와 흡사하나, 물방개와 달리 앞날개에 약간 붉은 빛이 돌며, 배는 오렌지색이다. 소형물방개류를 제외한 중형 물방개류(15mm), 대형 물방개류(20mm이상)는 자연에서 보기가 쉽지않다. 동쪽애물방개는 애물방개만큼 보기가 어려운 종은 아니다.